# Vörösfejű vörösbegy
A vörösfejű vörösbegy (Larvivora ruficeps) a madarak (Aves) osztályának verébalakúak (Passeriformes) rendjébe, ezen belül a légykapófélék (Muscicapidae) családjába tartozó faj.

## Rendszertani besorolása
Leírása óta ennek a kis énekesmadárnak többször is cserélték a rendszertani besorolását. Hamarább a rigófélék (Turdidae) közé sorolták. Később áthelyezték a légykapófélék (Muscicapidae) közé, a Luscinia nevű madárnembe. Azonban az újabb molekuláris törzsfejlődéses (philogenesis) kutatásoknak köszönhetően megtudtuk, hogy ez a madár, néhány másik Luscinia-fajjal együtt nem ebbe a nembe tartozik. A Lusciniából kivont fajoknak és a két ázsiai Erithacus-fajnak, megalkották, vagyis újrahasznosították, az 1837-ben megalkotott Larvivora madárnemet.

## Előfordulása
A vörösfejű vörösbegy előfordulási területe Kínában és Malajziában van.
A Természetvédelmi Világszövetség (IUCN) veszélyeztetett fajnak minősíti, mivel a felmérések szerint kis elterjedési területtel és csökkenő állományokkal rendelkezik. Az emberi tevékenységek hátrányosan érintik.

## Megjelenése
Amint neve is mondja, e madár feje vörös színű; továbbá a farktollaiban is van vörös, azonban fekete is. A háti része és a szárnyai feketék. A fekete vagy sötétszürke csőrétől kezdve, a szemei alatt a begye fölé lekerekedve, mindkét oldalon, egy-egy fekete sáv húzódik; e sávok egy fehér torokrészt vesznek közre. A begye és a hasi része fehérek. Lábai rózsaszínesek.

## Életmódja
Ez az énekesmadár a mérsékelt övi és szubtrópusi erdőket, illetve bozótosokat kedveli. A talajon, a vizes területek mentén keresi a gerinctelenekből álló táplálékát. A megfigyelések szerint 4,2 évig élhet.

## Fordítás
- Ez a szócikk részben vagy egészben  a   Rufous-headed robin című angol Wikipédia-szócikk ezen változatának fordításán alapul.  Az eredeti cikk szerkesztőit annak laptörténete sorolja fel. Ez a jelzés csupán a megfogalmazás eredetét és a szerzői jogokat jelzi, nem szolgál a cikkben szereplő információk forrásmegjelöléseként.